# Матсес (язык)
Матсе́с (майоруна) — индейский язык, относится к паноанской ветви пано-таканской семьи. Носители – около 2 200 представителей народа матсес, проживающего в перуанской и бразильской Амазонии. Из них: 1 400 человек проживает в Перу, регион Лорето, провинция Рекена, округ Якерана (около нижних притоков реки Якерана; нижняя Явари; около рек Чобаяку и Гальвес). Около 800 человек проживает также в Бразилии, штат Амазонас (резервация Майоруна на территории реки Солимойнс; резервации Ламейран, Вали-ду-Жавари бассейна реки Жавари).
Распространён среди всех возрастных групп, изучается в школах. Уровень грамотности владеющих языком весьма низок. В Бразилии некоторые носители также владеют португальским. Имеет агглютинативную основу, в высокой степени синтетичен. Характерный порядок слов — SOV.